# Kaleswor
Kaleswor (nep. कालेश्वर) – gaun wikas samiti w środkowej części Nepalu w strefie Bagmati w dystrykcie Lalitpur. Według nepalskiego spisu powszechnego z 2001 roku liczył on 285 gospodarstw domowych i 1618 mieszkańców (813 kobiet i 805 mężczyzn).